# Smidstraat (Leudal)
Smidstraat (Limburgs: Smeedstraot) is een buurtschap van Hunsel in de gemeente Leudal in de Nederlandse provincie Limburg. Zij ligt zo'n 1,5 tot 2 kilometer ten zuidwesten van de dorpskom, tussen de kernen Hunsel, Ittervoort, Neeritter en Haler. Tot het ontstaan van de gemeente Leudal in 2007 behoorde ze tot de gemeente Hunsel.
De buurtschap bestaat uit een open landbouwgebied waarin circa vijftien boerderijen en woningen verspreid zijn gelegen. De meeste panden liggen aan de gelijknamige straat, maar ook enkele panden aan de Jacobusstraat buiten de dorpskom worden tot de buurtschap gerekend. Kadastraal gezien valt Smidstraat geheel onder de woonplaats Hunsel. Ze ligt op de rechteroever van de Uffelse Beek, tegenover de buurtschap Uffelse die tot het dorpsgebied van Haler wordt gerekend. Tussen de Smidstraat en de Jacobusstraat ligt een natuurgebiedje waar tot 1975 een Mariakapel heeft gestaan. Deze Óngerbrögker kapel is in 2005 herbouwd.
Dorpen: Baexem · Buggenum · Ell · Grathem · Haelen · Haler · Heibloem · Heythuysen · Horn · Hunsel · Ittervoort · Kelpen-Oler · Neer · Neeritter · Nunhem · Roggel

Buurtschappen: Aan de Bergen · Aan het Broek · Achter het Klooster · Asbroek · Beekkant · Berik · Blenkert · Brumholt · Caluna · Castert · De Horck · Dries · Eiland · Eind · Ellerhei · Gendijk · Geneijgen · Gerhegge · Haelense Broek · Hanssum · Heiakker · Heide (Heythuysen) · Heide (Roggel) · Heioord · Heugde · Hoek · Hollander · Hoogschans · Hoogstraat · De Horck · Kappert · Karreveld · Keizerbos · Kinkhoven · Laak · Maxet · Mortel · Nijken · Op de Bos · Ophoven · Overhaelen · Roligt · Santfort (deels) · Schaapsbrug · Schans (Ell) · Schans (Roggel) · Schillersheide · Smidstraat · Strubben · Uffelse · Venne · Vestjenshoek · Vlaas · Waije

Voormalige gemeenten: Haelen · Heythuysen · Hunsel · Roggel en Neer

Limburg: Steden en dorpen      Nederland: Provincies · Gemeenten